# Simó Willy
Simó Willy Géza (1934–1989. március 26.) magyar gépészmérnök, sportrepülő és repülési szakíró.
Erdélyben született 1934-ben. Apja székely, anyja bolgár származású. Családjával 1949-ban települt át Magyarországra.
Budapesten a VIII. kerületi magy. kir. állami Zrínyi Miklós gimnáziumban végezte középiskolai tanulmányait. Majd a Budapest Műszaki Egyetemen tanult, ahol gépészmérnöki végzettséget szerzett. 1950-ben kezdte a vitorlázó repülést a III. kerületi repülőklubban, később a tatabányai Cskalov Repülő Klubban folytatta a repülést. 1963-ban kezdett dolgozni a Pestvidéki Gépgyár Esztergomi Gyáregységénél. 1965-ben a Pestvidéki Gépgyár kitből megépíthető standard kategóriájú vitorlázó repülőgépre írt ki pályázatot. Ezen Simó Willy Kovács Gyulával és Bánó Imrével közösen a BKS–1 és KB–2 jelzésű repülőgépek tervével indult. A pályázaton mindkét terv harmadik díjban részesült, de a terveket nem valósították meg.
1970-ben házasságot kötött Avarosy Éva újságíróval és íróval, aki sportrepülő volt. Ezt követően néhány évig Őcsényben éltek. Ebben az időszakban a szekszárdi repülőklubban repült. Ekkor jött létre kezdeményezésére a Gemenci Vitorlázórepülő Versenyek sorozat.
1975-ben kinevezték a budaörsi repülőgép-javító üzem helyettes vezetőjévé. 1983-ban több társával megszervezte a Fővárosi Faipari és Kiállításkivitelező Vállalat gyáregységeként az Aerofa nevű céget, amelynek fő profilja a faépítésű repülőgépek javítása és oldtimer repülőgépek felújítása volt. Simó Willy lett a cég műszaki vezetője. Ott tervezték  és építették meg egy példányban az A–01 Famadár ultrakönnyű repülőgépet.
Fotói és írásai rendszeresen megjelentek a Repülés c. folyóiratban.
Részt vett a Famadáron kipróbált aerodinamikai elrendezésen alapuló GAK–22 Dinó tervezésében, valamint a gyártására létrehozott Ganz-Avia cég megszervezésében. A Dinó 1993-as első repülését azonban már nem érte meg, 1989-ben elhunyt.

## Könyvei
- Simó Willy: Hogyan lehetek pilóta? Zrínyi Kiadó, Budapest, 1977, 9633262380